# Dieta mediterrània (pel·lícula)
Dieta mediterrània (títol original en castellà, Dieta mediterránea) és una pel·lícula catalana dirigida per Joaquim Oristrell i protagonitzada per Olivia Molina, Paco León i Alfonso Bassave. Va ser produïda per Messidor Films, amb seu a Barcelona, i es va gravar a diferents localitats de Catalunya, on de fet hi estava ambientada. Gravada originalment en castellà, s'ha doblat al català per TV3.

## Sinopsi
La Sofia és una noia de poble que ha crescut entre fogons. Els seus pares tenien un negoci de menjars i gràcies a això, ha anat descobrint un talent innat per a la gastronomia. Al seu costat sempre està en Toni, el seu marit i pare dels seus tres fills, però de sobte apareix en Frank, un representant que vol fer de la Sofia la millor cuinera del món. Quan la Sofia s'adona que no pot prescindir de cap dels dos, s'endinsa en un triangle amorós i professional de conseqüències insospitades.

## Creació
El realitzador de pel·lícules com Inconscients o Deu ser que ningú és perfecte portava anys amb la idea de fer una pel·lícula ambientada en el món de la cuina, sobretot des que a Espanya es va convertir en un art apreciat a escala internacional. Per això comença la seva història en el 1968, amb el naixement de la protagonista, i el porta fins al nostre temps, seguint les vivències dels seus personatges, al mateix temps que reflexiona sobre els canvis socials i culinaris. És un estil que ell mateix ha anomenat kitchen-opera.